# Teatro pequeño (Pompeya)
El Teatro pequeño, también llamado Odeón, es un teatro de época romana, sepultado por la erupción del Vesubio en el año 79 y descubierto durante las excavaciones arqueológicas realizadas en la antigua Pompeya. En su interior se representaban espectáculos musicales y recitales de poesía al son de la cítara, gracias a las dimensiones reducidas del edificio que evitaban la dispersión del sonido. El teatro está situado al sur de la ciudad, próximo al Teatro grande, a la Via Stabiana y a su puerta homónima, en la Regio VIII, Insula 7, manzanas 17-20.

## Historia
El primer proyecto de construcción del Teatro pequeño se remonta a la época samnita, al menos su inclusión en el equipamiento urbano de la ciudad. Fue realizado pocos años después de la conquista de Pompeya por parte de Lucio Cornelio Sila, es decir, entre el 80 y el 75 a. C. Su financiación corrió a cargo de dos magistrados, Cayo Quincio Valgo y Marco Porcio, los mismos que colaboraron en la construcción del anfiteatro. Este evento se recuerda en un epígrafe que indica:

«C.Quinctuius C.f.Valgus, M. Porcius M.f. duoviri decurionum decreto theatrum tectum faciundum locarunt eidemque probarunt»
«Cayo Quincio Valgo hijo de Cayo, y Marco Porcio hijo de Marco, duoviros, por decreto de los decuriones adjudicaron y atestiguaron la construcción del teatro cubierto»

En el año 79, el teatro fue sepultado por la erupción volcánica del Vesubio bajo una capa de cenizas y lapilli, al igual que el resto de la ciudad. A finales del siglo XVIII y principios del XIX fue sacado a la luz tras las excavaciones arqueológicas promovidas por la dinastía borbónica.

## Descripción

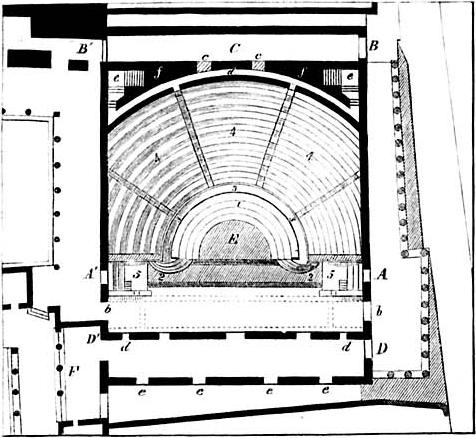
Planta del Teatro pequeño de Pompeya

La estructura del Teatro pequeño es muy similar a la del Teatro grande. Tenía una capacidad de unos 1 300 asientos y estaba realizado con opus incertum y opus reticulatum, presentando también algunas inserciones de opus latericium en los corredores y en las impostas. La planta tiene la forma de un semicírculo inscrito en un cuadrado al cual le falta la zona lateral exterior del graderío. Toda la grada está rodeada por un muro perimetral cuadrado sobre el cual apoyaba un tejado a cuatro aguas que permitía obtener una mejor acústica.
La orquesta, de pequeñas dimensiones, es de planta circular y está pavimentada con losas de mármol de colores con diversas formas. El pavimento fue donado por Marco Oculacio Vero durante la época augusta, como se indica en un epígrafe de bronce. El frente de escena estaba decorado originariamente con mármoles, tenía un espacio para el telón y tres accesos que conducían a los vestidores. La zona destinada al público se dividía en la cávea y los tribunalia o palcos reservados a los invitados de honor, los cuales apoyan sobre los párodos y tenían un acceso directo desde el escenario. A su vez, la cávea estaba constituida por la ima cavea, formada por cuatro filas y donde se sentaban los decuriones, y la media cavea, repartida transversalmente en cinco sectores. Estas dos zonas estaban separadas mediante un pretil, finalizado en forma de patas de grifo aladas. La summa cavea no existe en la actualidad. Las gradas de las otras dos cáveas están realizadas con toba volcánica y tienen la particularidad de poseer una cavidad en su parte posterior, para evitar que los espectadores sentados delante pudieran ser molestados por los pies de los de detrás.
La escasa decoración pictórica que se conserva pertenece al segundo estilo. Son notables los dos atlantes arrodillados, realizados en toba y ubicados en los párodos, que sujetaban unos marcos en cuyo interior debían existir otros elementos decorativos, probablemente ánforas. La presencia de estas figuras es una característica típica del arte griego.

## Galería de imágenes

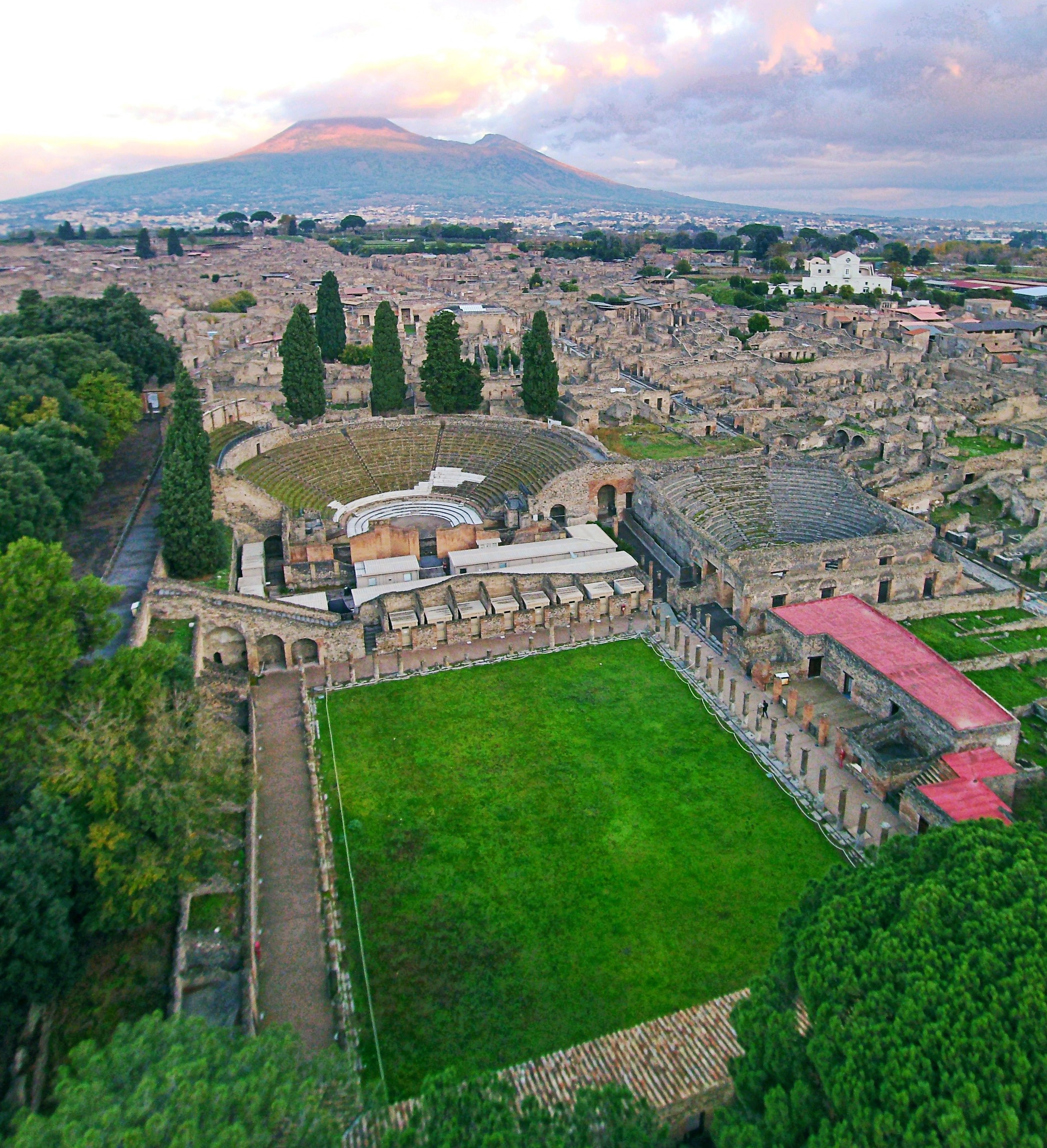
Vista aérea de los dos teatros de Pompeya, el cuadripórtico en primer plano y el Vesubio al fondo.
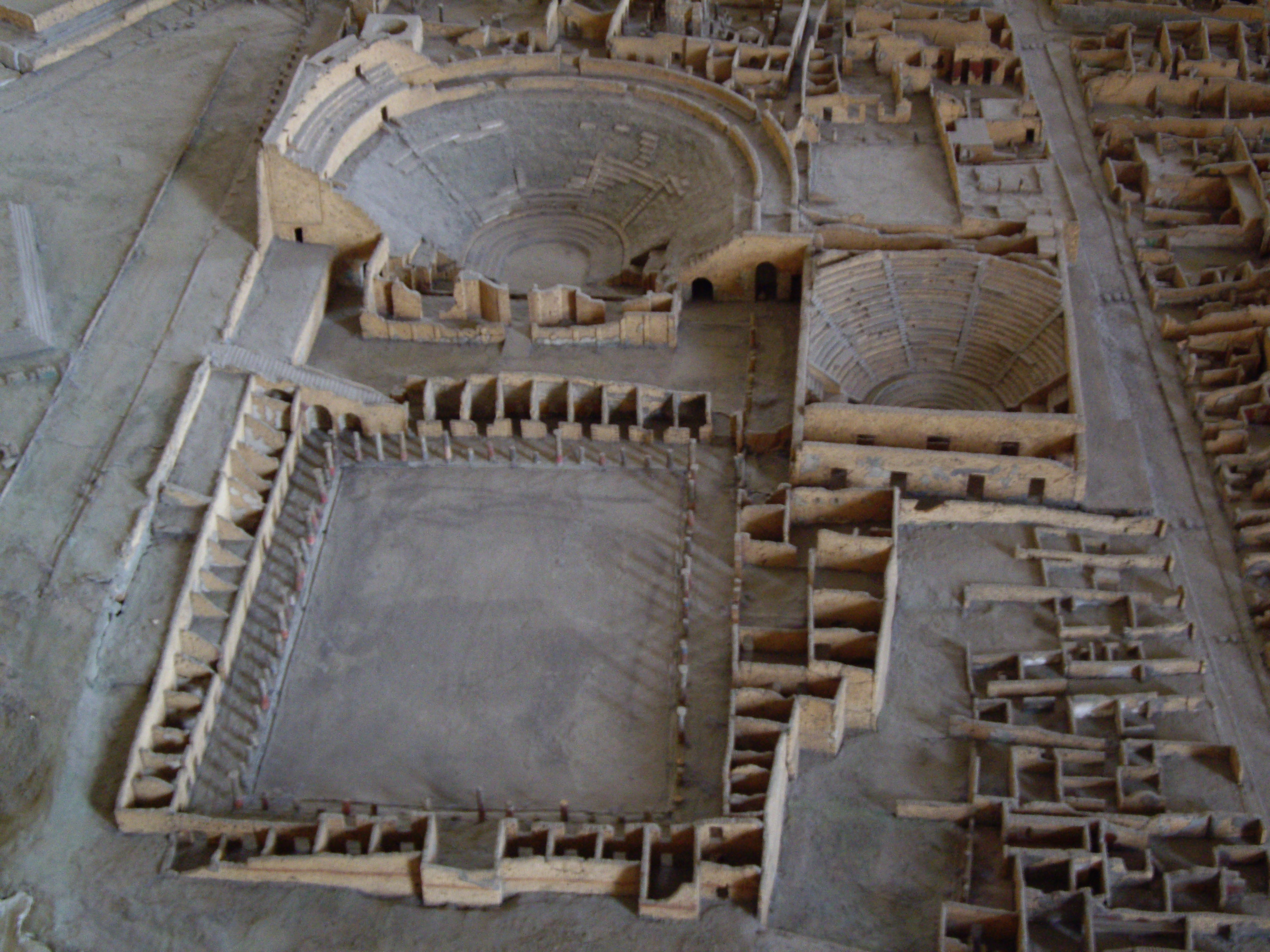
Maqueta de los dos teatros y el cuadripórtico. Museo Arqueológico Nacional de Nápoles.
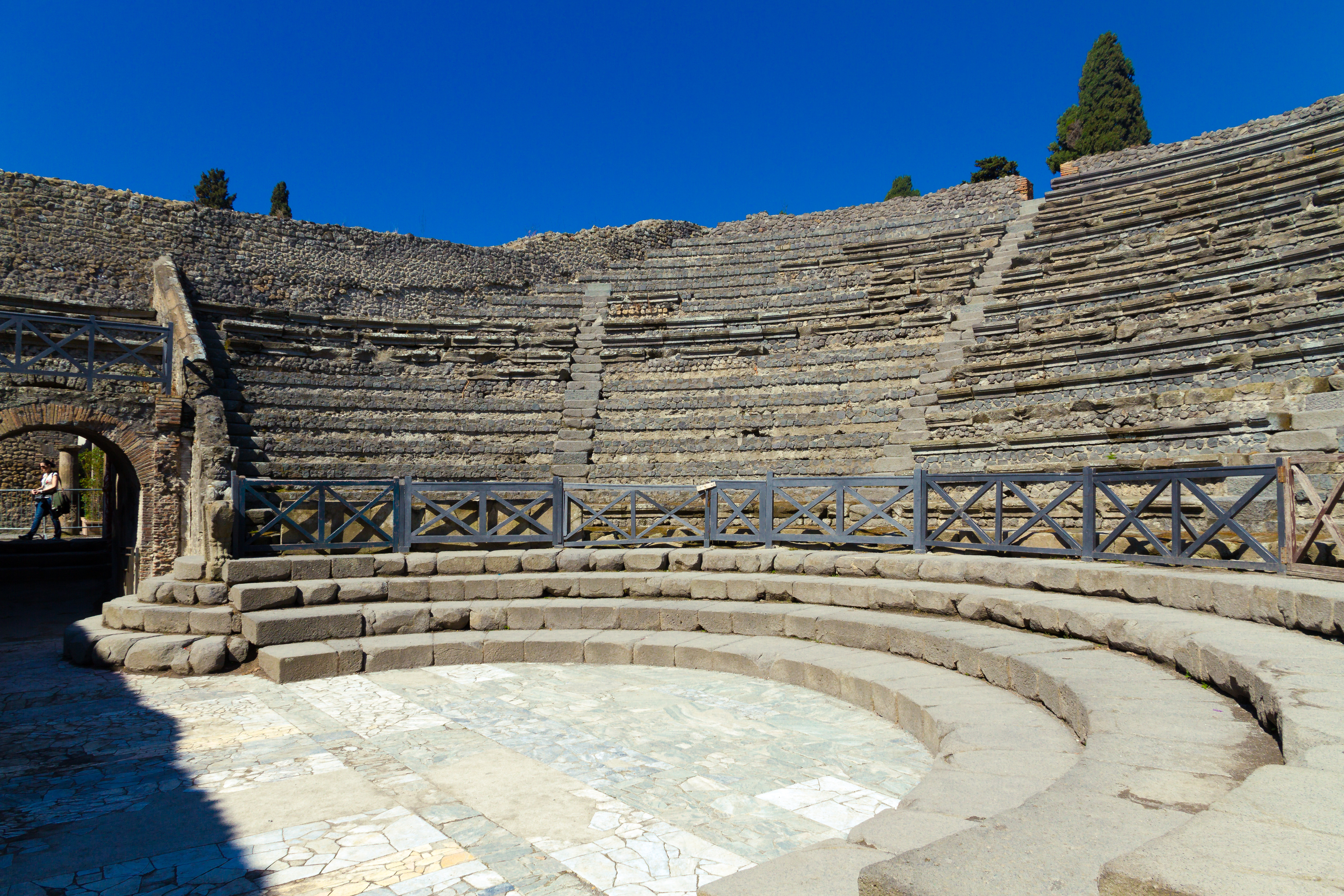
Detalle de la cávea y la orquesta, con su pavimento en mármol de colores.
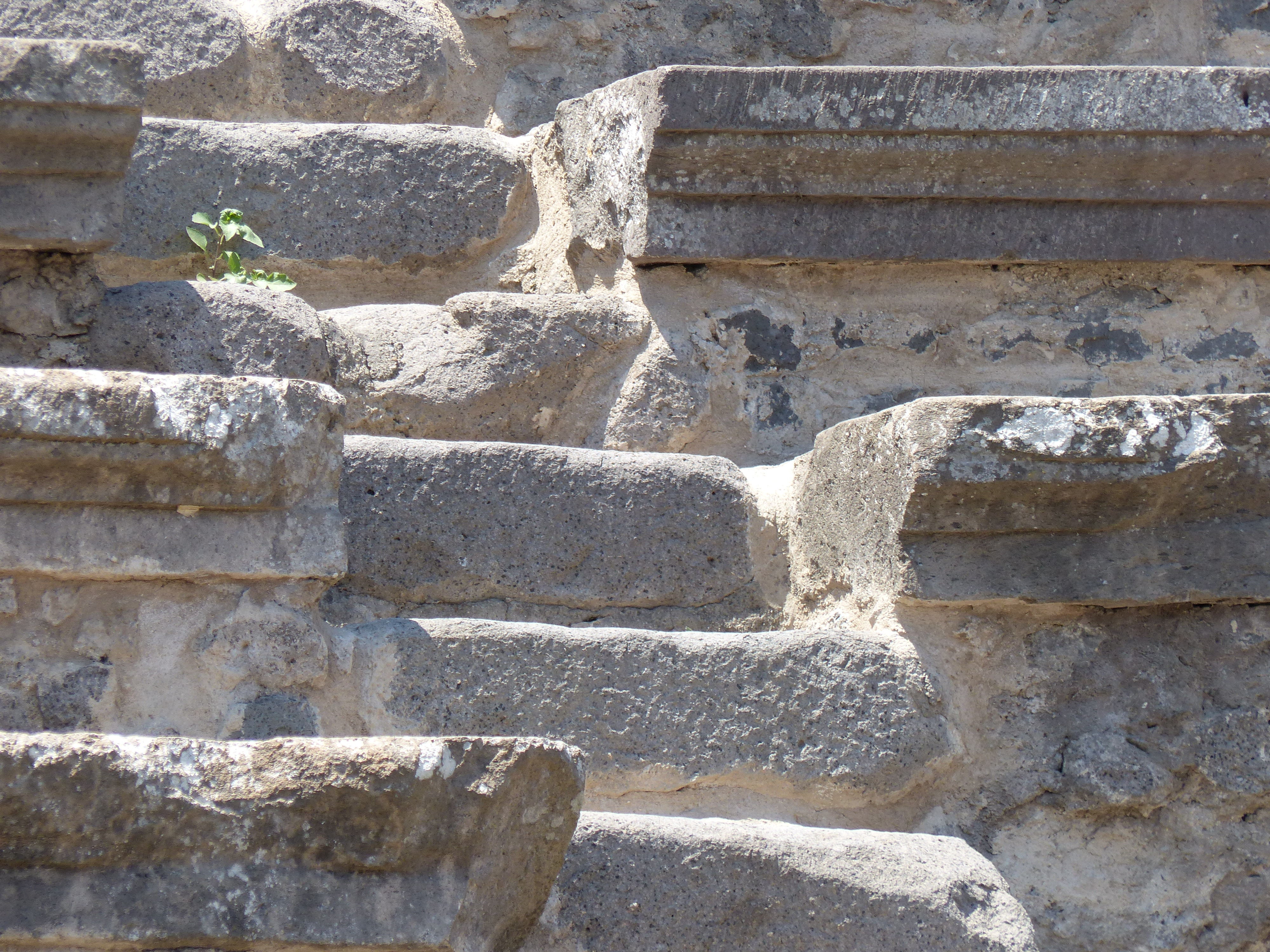
Detalle del graderío y los escalones.
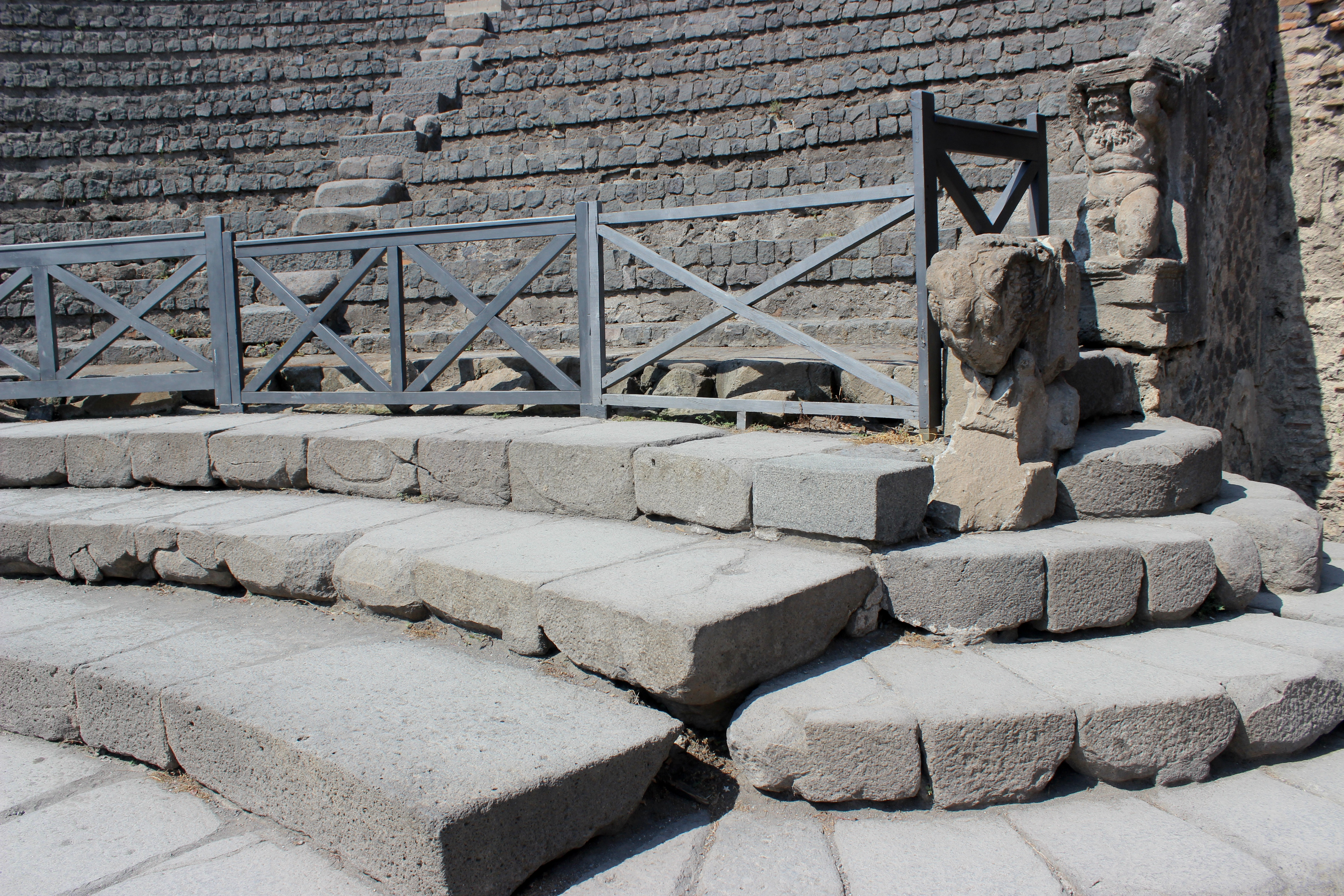
Detalle del pretil de separación y su terminación.
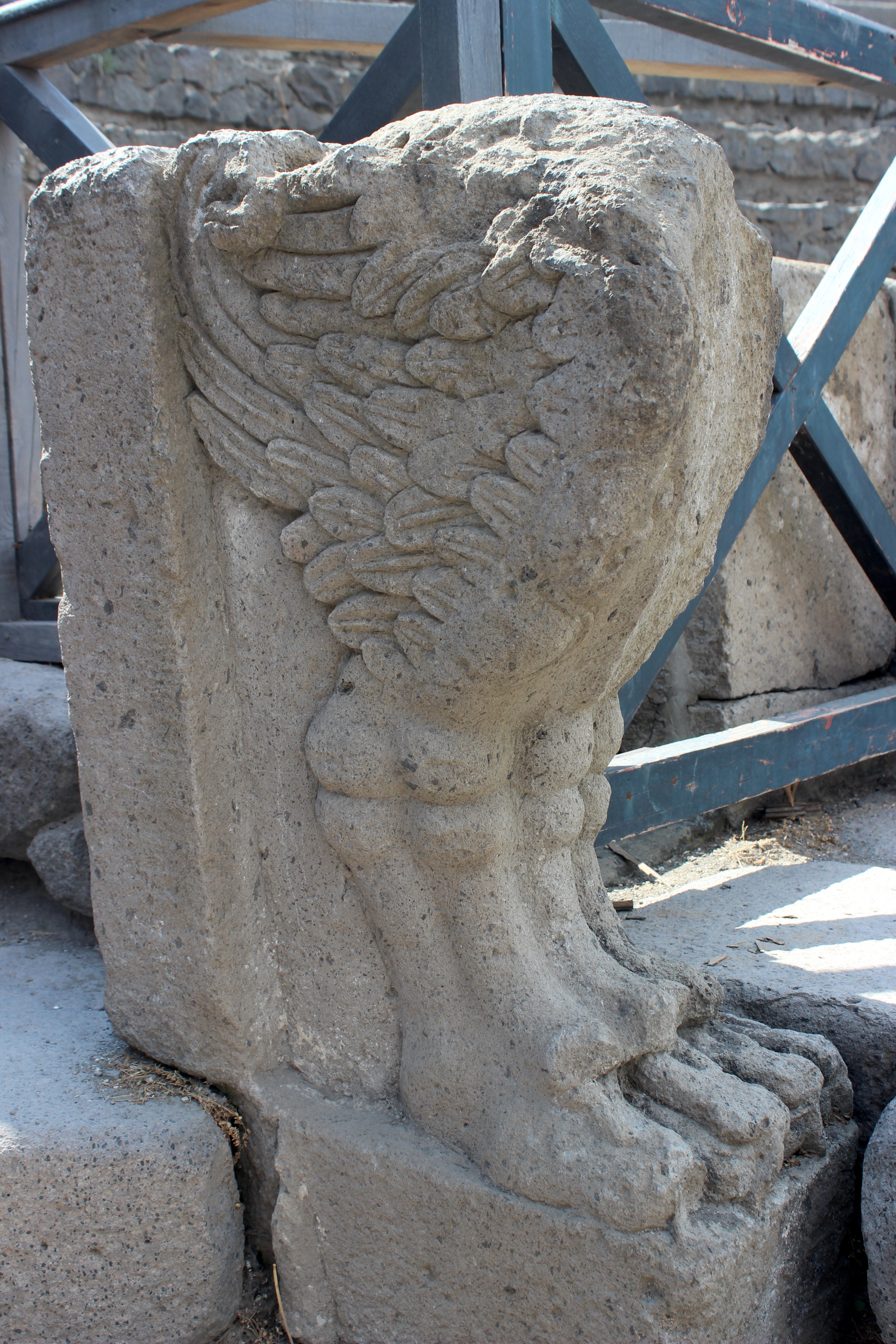
Detalle de la terminación en forma de pata de grifo.
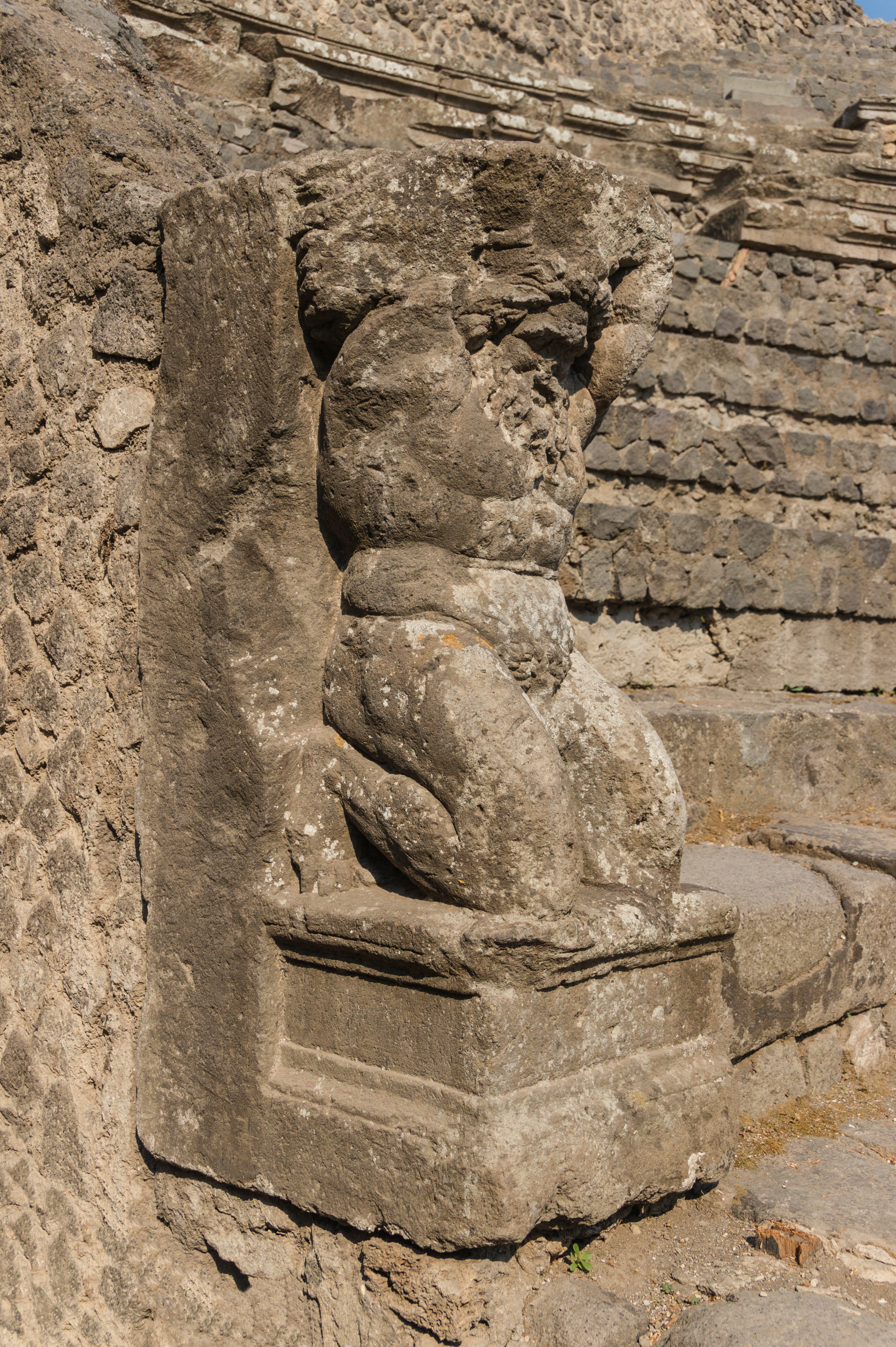
Detalle del atlante.